# Dschumbulak Kum
Dschumbulak Kum (chinesisch 圆沙古城, Pinyin Yuánshā gǔchéng) ist eine antike Fundstelle in der Oase von Keriya bei Hotan in Xinjiang im Westen der Volksrepublik China. In Dschumkulak-Kum wurden in den 1990er Jahren von chinesischen und französischen Archäologen Grabungen unternommen. Dabei kam eine Siedlung aus der Mitte des 1. Jahrtausends v. Chr. zutage, die eine Ausdehnung von 10 Hektar aufwies und mit einer Lehmziegelmauer befestigt war. In der Umgebung wurde mittels künstlicher Bewässerung Hirse und in geringerem Maße auch Gersten und Weizen angebaut. Daneben wurde auch Viehzucht betrieben, wobei Schaf und Ziege die Hauptrolle spielten. In der Nähe der Siedlung befanden sich mehrere Nekropolen, in denen die Toten mit angezogenen Beinen in Baumsärgen oder Behältnissen aus Schilfrohr beigesetzt wurden. Durch die Trockenheit blieben organische Funde und die Toten selbst gut konserviert, sodass den Funden aus Dschumbulak Kum eine besondere Bedeutung für die Archäologie zukommt.
Die Stätte steht seit 2001 auf der Liste der Denkmäler der Volksrepublik China (5-130).